# Ann Cathrin Eriksen
Ann-Cathrin Eriksen (Bodø, 9 de septiembre de 1971) es una exjugadora noruega de balonmano que se desempeñaba como extremo derecho y que fue internacional con la selección absoluta de su país, con la que conquistó el oro mundial (1999), el oro europeo (1998) y la medalla de bronce en los Juegos Olímpicos de Sídney 2000.

## Trayectoria

### Clubes
Formada en el club de su ciudad, IK Junkeren, Eriksen fichó en 1990 por el histórico Byåsen IL de Trondheim, donde desarrolló toda su carrera profesional hasta su retirada tras la temporada 2000-01.
Con Byåsen se proclamó campeona de liga noruega y participó regularmente en competiciones europeas (EHF Cup, City Cup y Liga de Campeones).

### Trayectoria de clubes
- 198? – 1989:  IK Junkeren[4]
- 1990 – 2001:  Byåsen IL[3]

### Selección
Debutó con la absoluta el 3 de noviembre de 1989 frente a Austria y disputó 127 encuentros, en los que anotó 119 goles.
Fue pieza habitual en los grandes campeonatos de la década de 1990. Tras el cuarto puesto en el Mundial 1995 y en los Juegos Olímpicos de Atlanta 1996, formó parte del equipo que conquistó el Campeonato Europeo de 1998 en los Países Bajos y el Campeonato Mundial de 1999 organizado por Dinamarca y Noruega, así como del combinado que se colgó el bronce olímpico en Sídney 2000.

## Premios y títulos

### Con la selección
- 1 × Medalla de oro en el Campeonato del Mundo (1999)
- 1 × Medalla de oro en el Campeonato de Europa (1998)
- 1 × Medalla de bronce en los Juegos Olímpicos de Sídney (2000)

### Con sus clubes
- 1 × Liga noruega (1998/99)[3]

## Vida personal
Los medios noruegos recogieron que, durante su etapa en Byåsen, compaginó el balonmano con estudios universitarios en Trondheim.